# トルクメンバシ駅
トルクメンバシ駅（トルクメンバシえき、トルクメン語: Türkmenbaşy demirýol menzili、英: Turkmenbashi Railway Station）は、トルクメニスタンの都市トルクメンバシにあるトルクメン鉄道の駅である。トルクメンバシの主要駅。

## 概要
首都アシガバートから555kmの距離がある。
ムーア様式の当駅は、1895-96年に建造された。当駅を建築した建築家のAlexeï Léontiévitch Benoisは、クラスノボツクで働いていた。

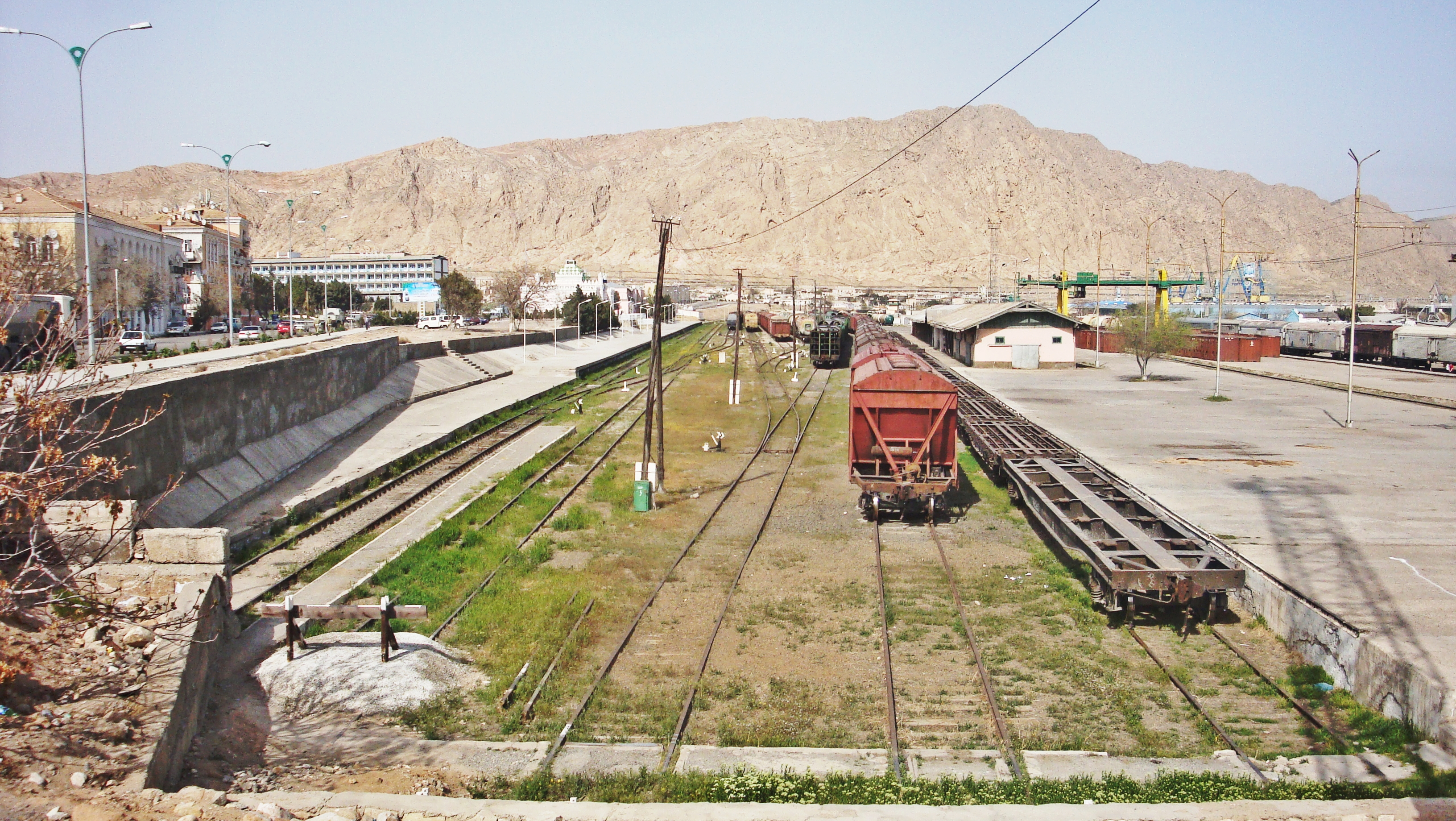
車両基地

駅舎は、中央アジア鉄道全体で最も美しい建物の一つである。当駅の建築様式には、ブハラ王朝の宮殿の多くの要素がみられる。
駅広場は、第二次世界大戦（1941-1945年）で戦死したトルクメン兵士の記念碑の近くにある。

## 運行
以下の列車ルートがある。
- 606/605 アシガバート - トルクメンバシ - アシガバート

他に鉄道連絡船が1905年から新バクー港との間を結んでいる。